# Bristol-Myers Squibb Award
Der Bristol Myers Squibb Award ist eine Reihe seit 1977 im Rahmen des Programms „Freedom to Discover“ der Bristol-Myers-Squibb-Stiftung vergebener Forschungspreise, zunächst in der Krebsforschung, danach auch auf den Gebieten Ernährungswissenschaften (1980), Neurowissenschaften (1988), Kardiovaskuläre Erkrankungen (1991), Infektionskrankheiten (1991), Synthetische Organische Chemie (1998) und Stoffwechselerkrankungen (2000). Jährlich werden auf diesen wesentlichen Forschungsfeldern des Pharmaunternehmens vergeben:
- mindestens ein Freedom to Discover Unrestricted Biomedical Research Grant von 500.000 Dollar. Die ausgezeichnete Institution und deren leitender Wissenschaftler sollte auf Non-Profit-Basis arbeiten und eine internationale Reputation auf ihrem jeweiligen Gebiet besitzen. In der Regel sollen die Stipendien zur Förderung von Nachwuchswissenschaftlern und für neue Untersuchungen verwendet werden.
- ein Distinguished Achievement Award in den oben aufgeführten Forschungsfeldern. Er ist mit 50.000 Dollar dotiert und einer Silbermedaille. Die Preisträger des Forschungsstipendiums (Unrestricted Research Grant) gehören zum Auswahlkomitee auf ihren jeweiligen Forschungsgebieten.